# Jordan Township (comté de Hickory, Missouri)
Jordan Township est un ancien township du comté de Hickory dans le Missouri, aux États-Unis,.